# Pozor (dnevni list, Osijek)
Pozor je bio hrvatski politički dnevnik iz Osijeka. Ove novine su počele izlaziti 1908. godine. Izlazile su jutrom. Prestale su izlaziti 1909. godine. Koštao je 4 filira u pojedinačnom primjerku, a mjesečno s dostavom na kuću 1 krunu.
Uređivali su ih Lavoslav Selinger i Dragoslav Oršanić.